# Cercle des aquarellistes et des aquafortistes belges
Le Cercle des aquarellistes et des aquafortistes belges est, de 1883 à 1884, une association d'artistes belges pratiquant l'aquarelle et l'eau-forte.

## Historique
Le Cercle des aquarellistes et des aquafortistes belges est créé au début de l'année 1883 à Bruxelles, sous la présidence de Charles Goethals et comprenant quelque 180 membres désireux de rompre avec la Société royale belge des aquarellistes, dont le nombre limité à quarante membres ne permet de recrutement que lors de la mort de l'un d'entre eux.  La revue L'Art moderne annonce, le  11 mars 1883, l'organisation d'une exposition au mois de mai suivant au palais des beaux-arts. 
Le Cercle est officiellement constitué lors d'une assemblée générale le 3 août 1883 à Bruxelles au café À la Porte Verte. Groupe plutôt conservateur, le Cercle existe jusqu'au début de l'année 1884.

## Membres
Les membres du cercle comptent notamment :
Edgar et Lionel Baes, Jules Barbier, Euphrosine Beernaert, Jean Capeinick, Auguste Danse, Marie De Bièvre, Émile De Munck, Charles De Nayer, Willy Finch, Maurice Hagemans, Alexandre Hannotiau, Amédée Lynen, Alexandre Marcette, Jean Mayné Joseph Middeleer, Auguste Numans, Jules Raeymaekers, Willy Schlobach, Louis Titz, Édouard Tourteau, Camille Van Camp, Antoine Van Hammée, Hubert Vos, Ernest Wettrens (d), Eugène Van Gelder et Eugène Verdyen.
Le peintre Charles Goethals en est le président et Paul Combaz (d), architecte et aquarelliste amateur, le secrétaire.

## Unique exposition
L'association tient une seule exposition, au palais des beaux-arts, en mai 1883. 53 artistes exposent 181 numéros. La revue d'art L'Art moderne, juge le niveau assez banal dans le contexte d'une multiplication des manifestations artistiques à Bruxelles. Cependant, l'article estime que l'exposition constitue une promenade agréable pour les amateurs souhaitant voir le travail d'artistes connus prétendant à l'indépendance et à la modernité. Si la revue fustige les « informes rognures d'atelier » que James Ensor a fait suspendre aux murs de l'exposition, elle loue les qualités de L'Estocade à marée basse de Henri Cassiers, Vue prise à Malines de Paul Combaz, Premier état de la laveuse et Portrait de malade de Auguste Danse, Mai par Charles Goethals et La Sambre à Namur par Willem Delsaux, Le Gamin de Jean Mayné, Vue de Heyst de Georges Pioch, l'un des deux dessins de Périclès Pantazis , ou encore Après la pluie à Ostende de Willy Schlobach. La critique se montre plus réservée quant à Théodore Hannon, jugé irrégulier, et vis-à-vis de Paul Hermanus et Léon Mundeleer, trop imitateurs : le premier rappelant Anton Mauve, le second Henri Stacquet.

## Fin de l'association
Les plus progressistes du groupe, dont Charles Goethals, fondent en 1883 Les Aquarellistes belges qui change son nom le 2 janvier 1884 en Les Hydrophiles.